# Argyra vestita
Argyra vestita es una especie de mosca del género Argyra, de la familia Dolichopodidae, orden Diptera.

## Distribución
Se distribuye por la ecozona del Paleártico Occidental.

## Taxonomía
Fue descrita por Wiedemann en 1817 y publicada en Wiedemann, C.R.W. 1817. Neue Zweiflügler (Diptera Linn.) aus der Gegend um Kiel. Zoologisches Magazin 1(1): 61-86.